# Neven Lebensboschgroeve

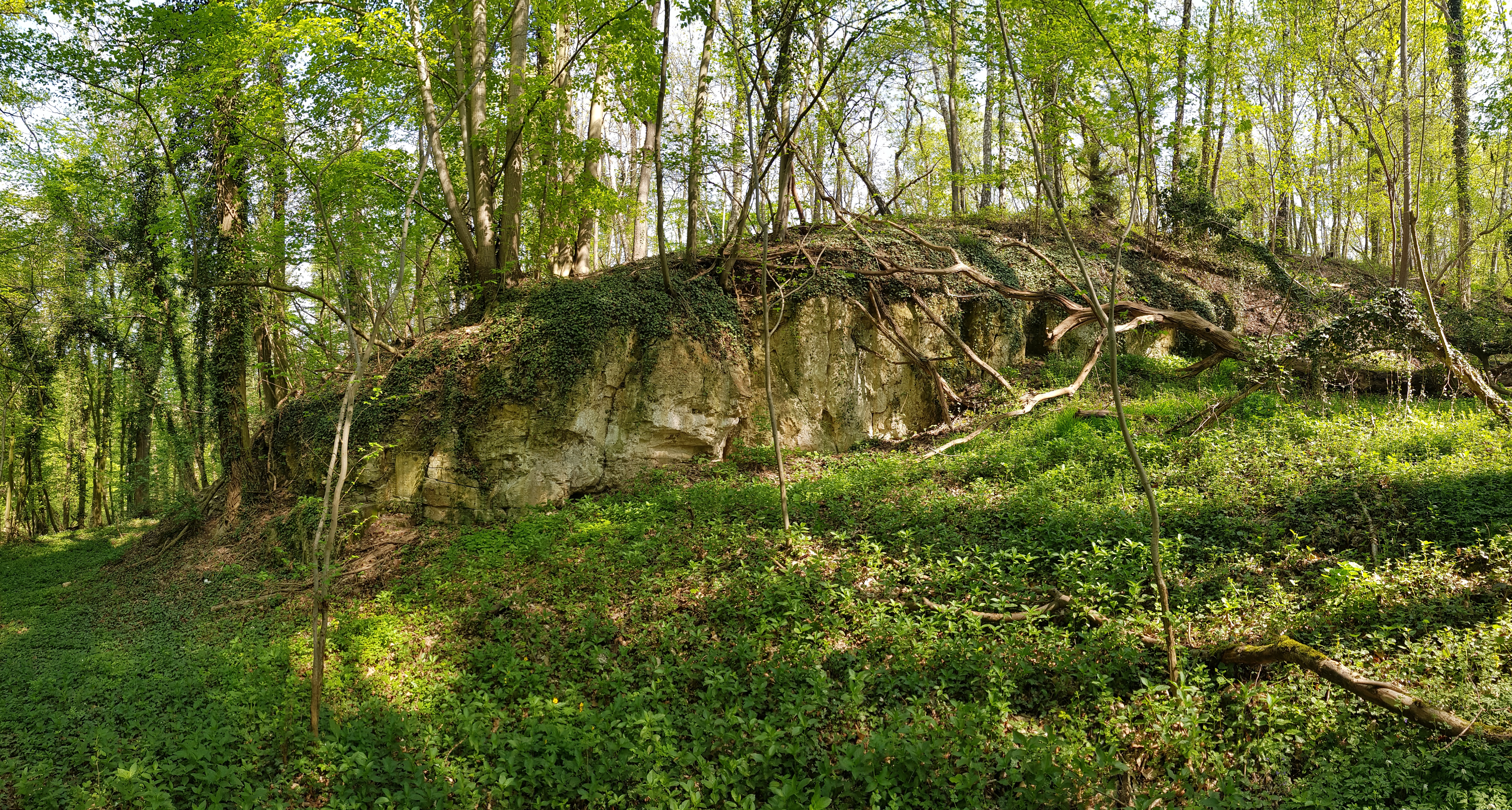
Neven Lebensboschgroeve

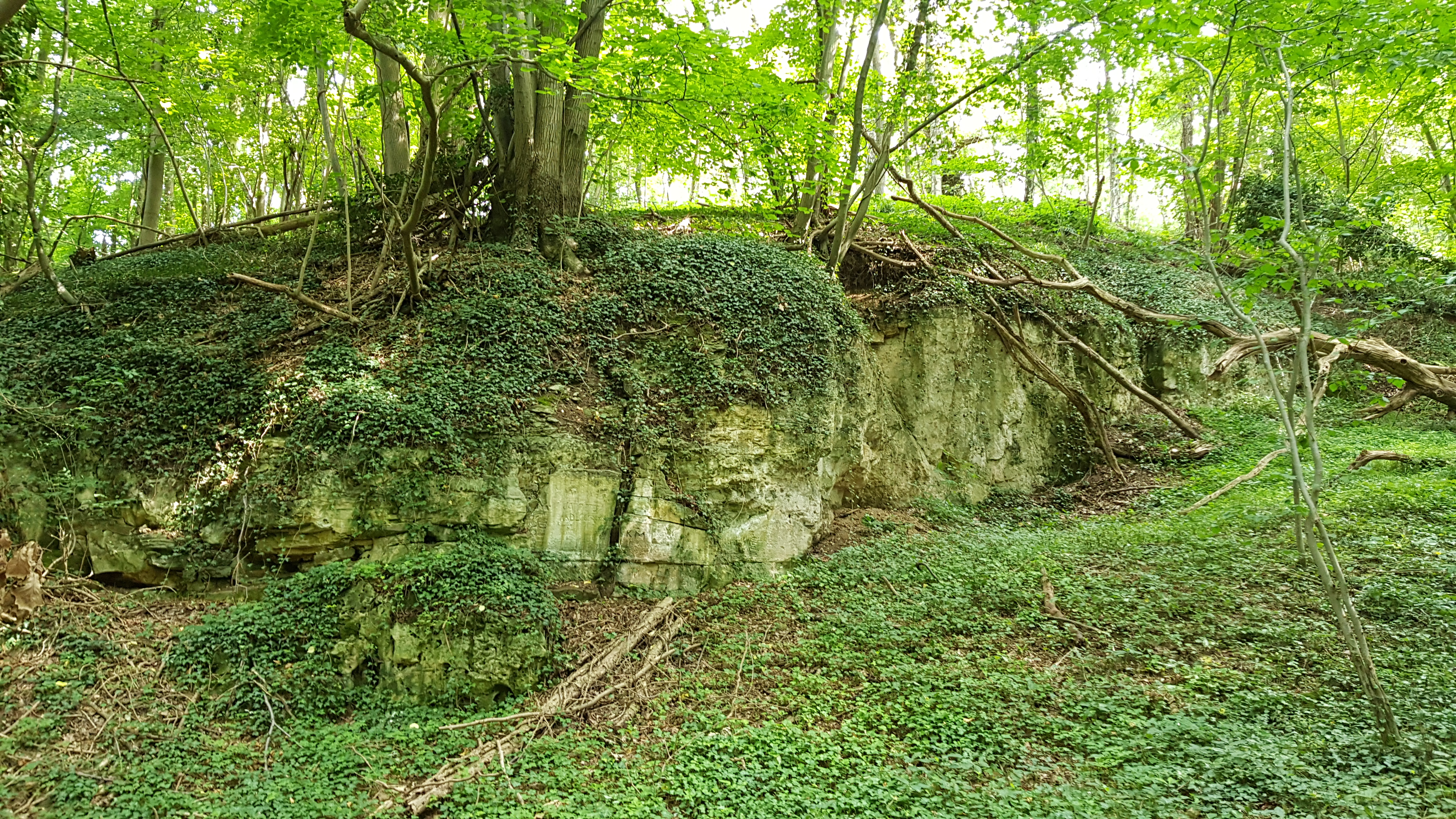
Neven Lebensboschgroeve

De Neven Lebensboschgroeve is een Limburgse mergelgroeve in de Nederlandse gemeente Eijsden-Margraten. De ondergrondse groeve ligt ten noordoosten van Rijckholt ten zuiden van de Scheggelder Grub in het Savelsbos. De groeve ligt aan de westelijke rand van het Plateau van Margraten in de overgang naar het Maasdal. In de nabijheid duikt het plateau een aantal meter steil naar beneden.
Op ongeveer 30 meter naar het noordwesten ligt de Lebensboschgroeve, op respectievelijk ongeveer 300 en 475 naar het noordoosten liggen de Groeve Scheggeldergrub III en Groeve Scheggeldergrub II en ongeveer 260 meter naar het zuidwesten ligt de Steinberggroeve.

## Geschiedenis
De groeve werd door blokbrekers ontgonnen voor de winning van kalksteenblokken.
Sinds 1953 is het Savelsbos inclusief het gebied van deze groeve in beheer van Staatsbosbeheer.

## Groeve
De groeve is niet toegankelijk en alleen een kalksteenwand is zichtbaar in het bos.

## Geologie
De groeve werd ontgonnen in de kalksteenlagen van het onderste gedeelte van de Formatie van Maastricht. De kalksteenlagen zijn hier moeilijk van elkaar te onderscheiden waardoor de precieze stratigrafische plaats binnen deze formatie moeilijk vast te stellen is.